# Halicyclops clarkei
Halicyclops clarkei – gatunek widłonoga z rodziny Halicyclopidae,. Nazwa naukowa tych skorupiaków została opublikowana w 1982 roku przez biologa Hansa-Volkmara Herbsta. Gatunek ten został ujęty w Katalogu Życia.